# 栗田和典
栗田 和典（くりた かずのり）は、日本の歴史学者（イギリス近代史）。学位は、文学修士（名古屋大学・1988年）。静岡県立大学国際関係学部教授・大学院国際関係学研究科教授。
東海学園女子短期大学英文学科講師、東海学園大学経営学部講師、静岡県立大学国際関係学部助教授などを歴任した。

## 来歴
静岡県清水市に生まれた。
名古屋大学文学部史学科にて西洋史学を専攻した。卒業後は名古屋大学大学院に進み、文学研究科史学地理学専攻にて博士後期課程を単位取得満期退学した。
東海学園女子短期大学に採用され、英文学科にて講師に就任した。東海学園大学の開設により同大学の経営学部に移り講師となった。
その後、静岡県立大学の国際関係学部に移り、講師、助教授を歴任した。現在は、静岡県立大学の国際関係学部国際言語文化学科にて教授を務めている。また、静岡県立大学大学院の国際関係学研究科比較文化専攻の教授も兼任している。

## 研究
専門は西洋史学であり、18世紀のイギリス史を主に研究している。当時のイギリスの犯罪や刑罰についての造詣が深く、債務者監獄などそれらに纏わる論文も多い。
学生時代に柴田三千雄の著書を読んだことからエドワード・P・トムスンやモラル・エコノミーに関心を抱き、トムスンの著書を翻訳した近藤和彦（イギリス近代史）の門下となり、イギリス史を専門とすることとなった。のちに、近藤が編纂した書籍に対し、自身の研究成果を寄稿している。

## 人物
ブログを2つ開設する など、積極的な情報発信を行っている。

## 略歴
- 1986年 - 名古屋大学文学部卒業。
- 1992年 - 名古屋大学大学院文学研究科博士後期課程単位取得満期退学。
- 1992年 - 東海学園女子短期大学英文学科講師。
- 1995年 - 東海学園大学経営学部講師。
- 1997年 - 静岡県立大学国際関係学部講師。
- 1997年 - 静岡県立大学大学院国際関係学研究科講師。
- 1999年 - 静岡県立大学国際関係学部助教授。
- 1999年 - 静岡県立大学大学院国際関係学研究科助教授。
- 2007年 - 静岡県立大学国際関係学部教授。
- 2007年 - 静岡県立大学大学院国際関係学研究科教授。

## 著作

### 寄稿
- 栗田和典稿「民衆・犯罪・処刑」近藤和彦・伊藤毅編『江戸とロンドン』山川出版社、2007年。ISBN 9784634527126

### 論文
- 栗田和典稿「十八世紀イギリス史の新展開――犯罪の社会史覚書き」『史學雜誌』99巻9号、史学会、1990年9月。ISSN 00182478
- 栗田和典稿「『穀物の価格をさだめ統制すべし』――近世イングランドの中間商人規制と民衆」『紀要』28巻、東海学園大学、1993年9月。ISSN 02858428
- 栗田和典稿「『統治しがたい』囚人たち――一七二〇年代のロンドン・フリート債務者監獄」『史學雜誌』105巻8号、史学会、1996年8月。ISSN 00182478
- 栗田和典稿「バンブリジ事件（1729〜30年）――債務者囚人をめぐる『博愛』的施策と党派（下）」『歴史の理論と教育』95号、名古屋歴史科学研究会、1997年2月。ISSN 02874393
- 栗田和典稿「慣習と議会制定法――産業革命期のイギリス社会」『歴史の理論と教育』106号、名古屋歴史科学研究会、1999年12月。ISSN 02874393
- 栗田和典稿「記憶・日付・暦（小松俊典教授定年退職記念）」『ことばと文化』3巻、静岡県立大学、2000年2月。ISSN 13451685
- 栗田和典稿「国王恩赦嘆願状の可能性を読む――社会的な役割、ミクロ・ストーリア、そして相互参照性」『ことばと文化』5巻、静岡県立大学、2002年2月。ISSN 13451685
- 水野かほる・稲田晴年・栗田和典ほか稿「国際関係学部・研究科留学生に対するグループ・インタビュー調査に関する報告」『国際関係・比較文化研究』1巻2号、静岡県立大学、2003年3月。ISSN 13481231
- 栗田和典稿「ポリスについての覚書き――シティの治安官」『ことばと文化』7巻、静岡県立大学、2004年2月。ISSN 13451685
- 栗田和典稿「ジョン・ハワード『監獄事情』から懲治監獄法へ」『ことばと文化』8巻、静岡県立大学、2005年2月。ISSN 13451685
- 栗田和典稿「ソールズベリ・コートの騒擾事件」『ことばと文化』9巻、静岡県立大学、2006年。ISSN 13451685
- 栗田和典稿「監獄、刑場、裁判所のしるし――ロンドンと江戸の歴史の場」『ことばと文化』10巻、静岡県立大学、2007年。ISSN 13451685

### 書評
- 栗田和典稿「林田敏子著『イギリス近代警察の誕生――ヴィクトリア朝ボビーの社会史』」『史林』86巻3号、史学研究会、2003年5月。ISSN 03869369
- 栗田和典稿「川北稔・藤川隆男編『空間のイギリス史』」『社会経済史学』72巻4号、社会経済史学会、2006年。ISSN 00380113